# سيرا
سيرا هي قرية في مقاطعة كرج، إيران. عدد سكان هذه القرية هو 296 في سنة 2006.